# 生地鼻
生地鼻（いくじはな）は、富山県黒部市にある岬。黒部川扇状地が富山湾に突き出した最西端に当たる。普通、富山湾の東岸における日本海との境界とされる。生地鼻灯台がある。